# ممبة
المامبا أو المَمْبَة أو المَمْبا أو الحرَّاش (بالإنجليزية: Mamba)‏ هي نوع من أنواع الثعابين السامة جدًا وتعيش في أفريقيا وأستراليا، وأشد أنواعها خطورةً هي المامبا السوداء إذ تقتل أشخاص كثر في أفريقيا وذلك بسبب قوة السّم والذي قد تكون قوة السمية عندها أكثر من سم الناشر بنحو عشرين مرة وهو سم يقوم بشل الأعصاب ويسبب الشلل والعجز عند الإنسان والحيوان.
يشير لها كتاب «المصطلحات العلمية العربية وما يقابلها باللاتينية والإنجليزية والفرنسية لأسماء الحيات» الصادر عام 1934 «دندرسب: الدَّرَوًمَس = Dendroaspis Schlegel» ويكمل بأنها مرادفة لتسمية Mamba. تشير إضافة «Schlegel» إلى هيرمان شليغل، وهو أول من وصفها عام 1848.

## الأنواع
من أنواعه:
- ممبة سوداء
- ممبة خضراء غربية
- ممبة خضراء شرقية
- ممبة جمسونية